# 円乗院 (世田谷区)
円乗院（えんじょういん）は、東京都世田谷区にある真言宗豊山派の寺院。

## 概要
創建年代は不明である。ただ1625年（寛永2年）時点での存在が確認できる記録があるため、少なくとも江戸時代初期には既に存在していたものと推測される。地元の代田村民の菩提寺として維持されてきた。
1945年（昭和20年）の空襲で本堂等を焼失した。現在の本堂は、台東区にあった総泉寺（現在は板橋区に移転）の本堂を移築したものである。
当院では、毎年1月15日に境内で餅搗会が行われる。この行事は「代田餅搗き」として、世田谷区の無形民俗文化財として指定されている。

## 交通アクセス
- 小田急小田原線世田谷代田駅より徒歩5分。